# Hans Hammond Rossbach
Hans Hammond Rossbach (* 16. Oktober 1931 in Kristiansund, Fylke Møre og Romsdal; † 7. August 2012) war ein norwegischer Politiker der linksliberalen Venstre, der zwanzig Jahre Abgeordneter des Storting und zwischen 1969 und 1972 dessen Vizepräsident war. Darüber hinaus war er von 1976 bis 1982 Vorsitzender der Venstre.

## Leben
Nachdem Rossbach die öffentliche Höhere Schule (Offentlige Høyere Allmennskole) in Kristiansund 1950 mit einem Abschluss im Fach Anglistik abgeschlossen hatte, absolvierte er zwischen 1951 und 1952 seinen Militärdienst bei der Brigade 521 der Militärpolizei. Anschließend war er von 1952 bis 1958 Angestellter der Sparbank in Kristiansund und besuchte daneben einen Kurs im Fach Steuerwesen an der Otto Treider-Handelsschule, die er 1956 mit einem Examen abschloss. 1957 wurde er als cand. oec. Lehrer an der Berufsschule von Kristiansund, ehe er von 1958 bis 1959 Sekretär für Gebietsplanung in Møre og Romsdal und danach bis 1960 Redakteur der Wirtschaftszeitung und Sekretär des Statistischen Zentralbüros (Statistisk Sentralbyrå) war. Nachdem darauf folgenden Besuch eines pädagogischen Seminars war er zwischen 1960 und 1995 als Lektor am Gymnasium von Kristiansund tätig.
Während dieser Zeit engagierte er sich in der Kommunalpolitik und war zwischen 1963 und 1967 sowohl Mitglied des Gemeindevorstands von Kristiansund als auch Mitglied der Provinzversammlung (Fylkesting) von Møre og Romsdal.
Bei den Wahlen vom 13. September 1965 wurde Rossbach erstmals zum Abgeordneten des Storting gewählt und vertrat in diesem zwanzig Jahre lang bis 1985 verschiedene Wahlkreise im Fylke Møre og Romsdal. Während seiner langjährigen Parlamentszugehörigkeit war er Mitglied verschiedener Ausschüsse wie zum Beispiel für Finanzen und Zölle, Kommunales und Umwelt, Protokoll, Schifffahrt und Fischerei, Industrie sowie Auswärtiges und Verfassung und war außerdem auch Delegierter bei der Generalversammlung der Vereinten Nationen. Zugleich war zwischen 1967 und 1971 Mitglied des Stadtrates von Kristiansund.
Am 8. Oktober 1969 wurde er Vizepräsident des Storting und behielt dieses Amt bis zum 1. Oktober 1972. Danach war Rossbach vom 9. Dezember 1972 bis zum 30. September 1973 stellvertretender Vorsitzender der Fraktion der Venstre im Storting, ehe er am 1. Oktober 1973 Vorsitzender der Venstre-Fraktion wurde. Diese Funktion bekleidete er bis zu seinem Ausscheiden aus dem Storting am 30. September 1985.
Daneben wurde Rossbach 1976 Nachfolger von Eva Kolstad als Vorsitzender der Venstre und übte dieses Amt bis zu seiner Ablösung durch Odd Einar Dørum 1982 aus.
Nach seinem Ausscheiden aus dem Storting kehrte er 1985 in den Schuldienst zurück und unterrichtete bis 1991 als Lektor an der weiterführenden Schule Atlanten Videregående Skole. Daneben war er zwischen 1986 und 1991 Dozent sowie Prüfer für Sozialökonomie am Institut für Betriebswirtschaft (Bedriftsøkonomisk Institutt), für das er im Anschluss noch bis 1993 als Gastprüfer tätig war.